# Houmart
Houmart (en wallon : Houmảrt) est un hameau de la commune belge de Durbuy situé en Région wallonne dans la province de Luxembourg.
Avant la fusion des communes, il faisait partie de la commune de Tohogne.

## Situation
Cette localité de Famenne est en réalité formée de deux hameaux distants de moins de 200 m : Grand-Houmart à l'ouest et Petit-Houmart à l'est. Elle est bien orientée sur les pentes du vallon du ruisseau de Nanchenioule qui coule au sud. Houmart est distant de 6 km du centre de Hamoir et se situe entre les hameaux de Longueville, Hermanne et Verlaine-sur-Ourthe.

## Patrimoine
La petite église Saint-Hubert en pierre calcaire datée de 1850 et recouverte partiellement d'ardoises et son cimetière attenant dominent Grand-Houmart et sa petite place herbeuse.

## Activités et loisirs
Houmart a un club de football, le R.F.C.Houmartois.

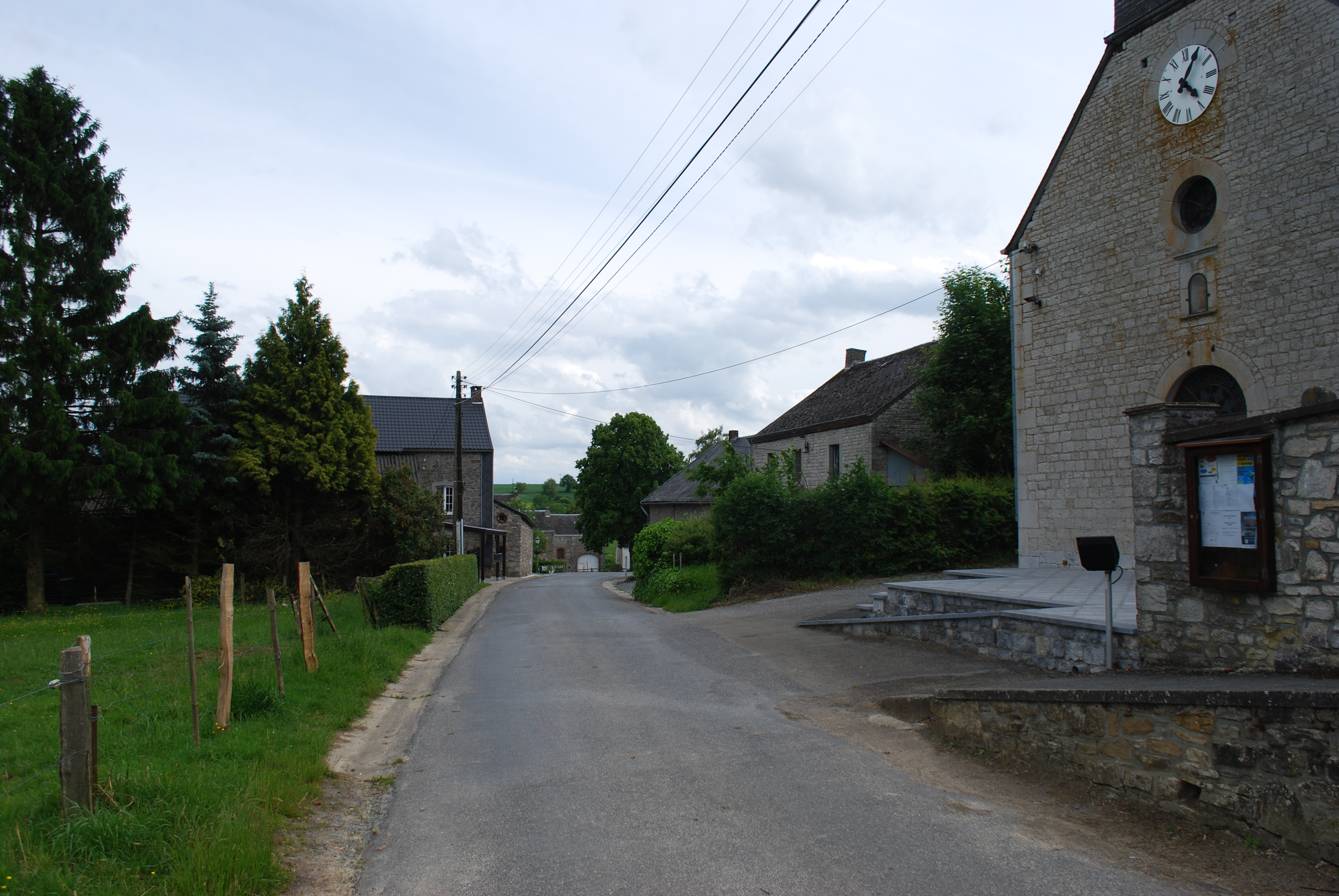
Grand-Houmart